# Parti travailliste socialiste démocratique juif
Le Parti travailliste socialiste démocratique juif (Poale Zion) était un parti politique sioniste socialiste de la Russie impériale et du début de l'Union soviétique. Fondé en 1906, il faisait partie du mouvement international Poale Zion. Il resta illégal jusqu'en 1917.
Le parti subit une scission importante en août 1919, lorsqu'un groupe dissident créa le Parti communiste juif (Poale Zion). Après que ce dernier eut fusionné au sein du Parti communiste en 1922, le Parti travailliste socialiste démocratique juif (Poale Zion) changea son nom en Parti travailliste communiste juif (Poale Zion). Le parti fut dissous en 1928.

## En Ukraine
En Ukraine, le parti était représenté dans la Rada centrale ukrainienne en 1917 et dans le Conseil des ministres nationaux (branche exécutive) de la République nationale ukrainienne, avec le « Poaliste » Abraham Revutsky au ministère des Affaires juives. Un autre membre du parti, Solomon Goldelman, fut vice-ministre du Commerce, de l'Industrie et du Travail dans le Directoire de la République nationale d'Ukraine (autorité d'état créée par l'Union nationale ukrainienne le 14 novembre 1919).